# 小行星4390
小行星4390（英語：4390 Madreteresa）是一颗围绕太阳公转的小行星。1976年4月5日，菲利克斯·阿圭勒天文台在圣胡安省发现了此天体。
这颗小行星的绝对星等为267.9891139697166等。